# Nowak (cognome)
Nowak (forme femminili: Nowak, Nowakowa, Nowakówna, plurale Nowakowie) è un cognome di lingua polacca.

## Origine e diffusione
Potrebbe derivare dalla parola polacca nowak, "nuovo arrivato"; è affine al cognome Nowakowski.
Si tratta del 1º cognome per diffusione in Polonia secondo i dati del PESEL del 27 gennaio 2022. Nel Paese è portato da circa 202657 persone.
Il cognome ha la stessa origine del cognome ceco e slovacco Novák (forma femminile Nováková) e del cognome sloveno Novak; è altresì il cognome di origine polacca più diffuso in Germania.

## Persone
- Jerzy Nowak, attore polacco
- Leszek Nowak, filosofo polacco
- Marcin Nowak, compositore polacco